# ثانوية سافورد
ثانوية سافورد (بالإنجليزية: Safford High School)‏ من منطقة دائرة مدارس سافورد الموحدة، هي واحدة من مدرستين ثانويتين حكوميتين في سافورد، أريزونا.